# Fraude de funcionario público
El fraude de funcionario público, también denominado como fraude público, de autoridad o funcionarial, es un delito del Código Penal español cometido por una autoridad o funcionario público que, aprovechándose de su cargo, interviene en un proceso de contratación pública o de liquidación tributaria con el objetivo de defraudar a la Administración pública con la intención de obtener una ganancia personal, sea financiera o no. También se incluye en este tipo de fraude el abuso de un cargo público para estafar a particulares, tipificándose como funcionarial pese a que quien es estafado no es la administración pública sino un particular, por su carácter instrumental al servicio del correcto funcionamiento de la administración pública. No toda pérdida de recursos del Estado debido a conductas realizadas por un funcionario público es un fraude, para que lo sea debe anteceder el ardid o engaño. A menudo el fraude cometido por un funcionario público se realiza junto a personas o compañías del sector privado. El delito no se penaliza porque el funcionario o particular haya infringido un deber o posición, sino por el perjuicio ocasionado en el correcto ejercicio de su función pública.

### España
En España el delito de fraude de funcionario público apareció por primera vez en un el Código Penal español del año 1848. A partir de 1995 se reguló mediante el artículo 436 de la Ley Orgánica 10/1995 del Código Penal (BOE núm. 281, de 24/11/1995), el cual lo tipifican con penas de cárcel de uno a tres años así como con la inhabilitación especial para empleo o cargo público por tiempo de seis a diez años. Al particular que realiza el fraude junto a la persona funcionaria se le castiga con penas similares, tanto de cárcel como de restricciones en el acceso a la estructura de la administración pública. El simple ánimo o finalidad de fraude ya es constitutivo de delito, se haya cumplido o no.
Por otro lado se entiende como contratos públicos todas aquellos recogidos por la Ley 30/2007 sobre Contratos del Sector Público (LCSP).

La autoridad o funcionario público que, interviniendo por razón de su cargo en cualesquiera de los actos de las modalidades de contratación pública o en liquidaciones de efectos o haberes públicos, se concertara con los interesados o usase de cualquier otro artificio para defraudar a cualquier ente público, incurrirá en las penas de prisión de dos a seis años e inhabilitación especial para empleo o cargo público y para el ejercicio del derecho de sufragio pasivo por tiempo de seis a diez años. Al  articular que se haya concertado con la autoridad o funcionario público se le impondrá la misma pena de prisión que a éstos, así como la de inhabilitación para obtener subvenciones y ayudas públicas, para contratar con entes, organismos o entidades que  formen parte del sector público y para gozar de beneficios o incentivos fiscales y de la Seguridad Social por un tiempo de dos a siete años
Artículo 436

En España el riesgo de fraude es mayor en las áreas de la contratación pública, de la planificación y gestión urbanística, de las ayudas, subsidios y subvenciones, y en el reclutamiento de personal de las Administraciones públicas. En cuanto a los tipos contractuales potencialmente más propensos a la corrupción se encuentran los contratos de obras y aquellos relacionados con las telecomunicaciones, el sector energético y de la defensa.

## Límites del término

### Fraude
El tipo de fraude más habitual puede variar mucho dependiendo del país o región socioeconómica, pero en general los niveles subnacionales como los locales y regionales son especialmente vulnerables a la corrupción. Especialmente en las colaboraciones publicoprivadas, el planeamiento urbanístico, las autorizaciones, los servicios sociales o las contrataciones públicas. Por otro lado según el director de la agencia de fraude y corrupción pública del distrito estadounidense de Columbia, algunos de los ejemplos más habituales de enjuiciamiento por corrupción y fraude en Estados Unidos son el fraude por telégrafo o correo postal, delitos fiscales, el cohecho, la privación de servicios a terceros, el robo de propiedades del gobierno, lavado de dinero o casos de conflicto de intereses. Otro estudio, realizado por la consultoría internacional PwC en 2011 para el Gobierno de Nueva Zelanda, mostró que en el sector público neozelandés una persona de cada cinco era consciente de por lo menos un caso de fraude ocurrido en su organización en los últimos dos años.
Según las leyes de cada país puede ser constitutivo de delito; y también dependiendo de estas leyes, puede ser difícil de procesar ya que a menudo se tratan indistintamente los problemas relacionados con la corrupción como el fraude o el abuso de poder. En otros casos los actos de corrupción que afectan a los intereses públicos ni siquiera están reconocidos por el ordenamiento jurídico. En el mismo sentido, ciertas prácticas políticas que en otros países se considerarían corruptas como los grupos de presión o la financiación privada de los partidos políticos pueden ser permitidas o incluso promovidas, como en el caso de Estados Unidos; en otras palabras, los indicadores utilizados para medir la corrupción podrían referirse tanto a lo que definimos como grupos de presión como a lo que definimos como corrupción.
En los sistemas políticos definidos como cleptocracias el nivel de corrupción y fraude perpetrado por los funcionarios y personas de autoridad del Gobierno, así como por el nivel de clientelismo, es tan alto que pervierte el propio sistema legal. Esto ocurre Son ejemplos de ello los regímenes políticos y redes de influencia de Ferdinand Marcos en Filipinas, de Gurbanguly Berdimuhamedow en Turkmenistán, de Suharto en Indonesia o de Putin en Rusia. Javier pradera sitúa la diferencia de un sistema corrupto per se cuando es un sistema autoritario, en el que la corrupción no se distingue del propio sistema, frente a un régimen pluralista en el que la corrupción es un abuso del sistema. La actuación judicial no puede resolver los problemas derivados de la ausencia de control y vigilancia del deber propio de los responsables políticos.

### Figura de funcionario público
Un funcionario público es quien desempeña un empleo público de forma profesional o remunerada, y cuya finalidad se basa en la prestación de las funciones a cargo del Estado, formando parte del aparato administrativo de este. En el delito de funcionario público la persona que comete el delito puede ser tanto un funcionario público como una persona contratada por la administración pública de forma permanente o temporal; lo relevante para el legislador son los efectos que su acción tiene para los intereses generales mientras se cumple una función pública. No es necesario que tenga específicamente facultades para contratar o liquidar bienes públicos, sino únicamente la posibilidad de intervenir en este tipo de procedimientos como por ejemplo en la elaboración de informes técnicos, en la toma de decisiones o en la entrega de documentación.

### Figuras delictivas similares
Existen diversos tipos de delitos que pueden dar una situación de concurso de leyes, es decir, cuando una misma acción puede calificarse como constitutiva de varios delitos. En los casos en los que se incurre en dos delitos en el mismo acto delictivo se aplica solo uno, bajo el principio de non bis in idem.
Se diferencia del delito de malversación por el hecho de que en la malversación se sustraen parte de los bienes de la administración, y en el fraude se ocasiona un prejuicio al patrimonio de la administración por defraudación.
Por otro lado coincide con el delito de prevaricación en el sentido de que la prevaricación es inherente a un acto fraudulento, siendo el fraude de funcionario público por tanto un tipo de prevaricación. En este caso el delito de fraude funcionarial sería más específico.
Los delitos de tráfico de influencias y de negociaciones prohibidas también son delitos muy relacionados con el de funcionario público, y se pueden cometer ambos en el mismo acto delictivo.

## Otros casos

### Precedentes en la antigua Roma
En la antigua Roma encontramos varios ejemplos de Leyes que regulan las contrataciones públicas, por ser uno de los ámbitos que podían ya ser objeto de fraude. Nos han llegado ejemplos de leyes que regulan por ejemplo las cantidades recibidas de los magistrados, los procedimientos de los concursos públicos o el incumplimiento de estos contratos. Se pueden encontrar casos en la Lex Ursonensis, la Lex Irnitana o la Lex Tarentina.
La Ley reguladora de las colonias romanas, Lex Ursonensis (siglo I a. C.), se refiere a las contratas entre la administración y los particulares distinguiendo entre los concursos públicos y otrro tipo de negocios. Estos tipos son ventas y arrendamientos (bona publica), obras, suministros y servicios públicos (ultro tributa), arrendamientos de la recaudación de impuestos y tributos (vectigalia), y un apartado genérico de otras clases de contratos (aliae quae res o quid aliud). En el capítulo 93 también prohíbe que los magistrados recibieran directa o indirectamente cualquier tipo de donativo o merced de los participantes de un concurso público.
En la ley municipal Lex Irnitana cap.48 (91 d. C.) se excluyen de los concursos públicos a aquellas personas que tuvieran alguna relación familiar o de dependencia con los magistrados municipales para evitar corrupciones y tráfico de influencias. También se castigaba a los magistrados o servidores que participaran en la compraventa de bienes públicos y en contratas y concesiones, ya fuera directamente o a través de un familiar o personas a su servicio. Las prohibiciones y sanciones se extendían tanto a los beneficios posteriores como anteriores a la venta o contrata. Una vez celebrada la contrata pública, el magistrado debía publicarla de forma que el anuncio se pudiese leer desde la calle.

### Guatemala
En Guatemala el delito de fraude del funcionario público está regulado en el decreto número 31-2012 Ley contra la corrupción, específicamente mediante el artículo 450. El funcionario que cometa este tipo de fraude puede ser condenado a prisión entre cinco y diez años, así como a ser inhabilitado de su cargo. Además, si el fraude se comete en una operación relacionada con fines asistenciales o de apoyo social la pena se aumenta en dos terceras partes.
En agosto de 2015 el Instituto Centroamericano de Estudios Fiscales junto con Oxfam presentaron un estudio el cual señala que del presupuesto del Estado guatemalteco casi un 30% es vulnerable a la corrupción, principalmente en lo que se refiere a los gastos de capital, a la adquisición de medicinas y a la ejecución de recursos por medio de fideicomisos.